# 彭新勇
彭新勇（1973年1月20日—），是中國已退役女子羽球運動員。
她參加了1996年亞特蘭大奧運會羽球比賽，分別與陳穎和陳興東搭檔參加女子雙打和混合雙打項目。她與陳興東在混合雙打項目中曾經是世界排名第三。彭新勇在1997年東亞運動會上與張瑾一起在女子雙打比賽中獲得金牌。她也是中國獲得1995年蘇迪曼盃冠軍和1996年優霸盃亞軍的國家隊成員。